# Acronema radiatum
Acronema radiatum là một loài thực vật có hoa trong họ Hoa tán. Loài này được (W.W.Sm.) H.Wolff mô tả khoa học đầu tiên năm 1927.